# Benedito Novo
Benedito Novo is een gemeente in de Braziliaanse deelstaat Santa Catarina. De gemeente telt 10.335 inwoners (schatting 2009).

## Aangrenzende gemeenten
De gemeente grenst aan Ascurra, Doutor Pedrinho, Ibirama, José Boiteux, Rio dos Cedros, Rodeio en Timbó.

## Verkeer en vervoer
De plaats ligt aan de weg BR-477/SC-477.